# Giacomo Paulucci di Calboli
Giacomo Paulucci de' Calboli, nato Giacomo Barone (Caltagirone, 12 ottobre 1887 – Roma, 22 febbraio 1961), è stato un ambasciatore italiano.

## Biografia

Ottobre 1925, Locarno, Giacomo Paulucci di Calboli, capo di Gabinetto del Ministero degli Affari Esteri, è il secondo da sinistra in piedi, dietro ai Capi di Stato e di Governo delle nazioni partecipanti alla Conferenza di Locarno.

Nato Giacomo Barone, usò il doppio cognome Barone Russo aggiungendo il cognome della madre a quello paterno per distinguersi da vari omonimi; il cambio del cognome in Paulucci de' Calboli Barone fu dovuto alla mancanza di eredi della antica e nobile famiglia de' Calboli di cui la moglie Camilla Paulucci de' Calboli faceva parte essendo figlia dell'ambasciatore Raniero Paulucci di Calboli: così, per non lasciarne estinguere il cognome, Giacomo chiese di assumerlo nel 1924 come proprio. Si laureò in giurisprudenza a Roma e in Scienze sociali a Parigi. Nel 1915 intraprese la carriera diplomatica e nel 1919 fu segretario presso la Delegazione alla Conferenza di Pace di Parigi. Dall'ottobre 1922, fu capo di gabinetto nel Ministero degli Esteri del Governo Mussolini.
Nel 1927 divenne vicesegretario generale della Società delle Nazioni, agevolando, in tale carica, la creazione dell'Istituto internazionale per la cinematografia educativa, unico organismo collegato alla Società delle Nazioni che sia stato costituito in Italia. A seguito di questo suo interesse, Mussolini gli affidò, nel 1933, la presidenza dell'Istituto Luce e in seguito, dopo la morte (1935) di Alfredo Rocco, anche del suddetto Istituto. Due anni dopo, Paulucci fece parte della giuria della Mostra internazionale d'arte cinematografica di Venezia. Nel 1937, poi, Mussolini e Paulucci inaugurarono insieme Cinecittà. 
Dopo una missione diplomatica in Giappone, Paulucci divenne ambasciatore prima a Bruxelles, e poi, dal 1943, a Madrid.
Paulucci non accettò la richiesta di Mussolini di aderire alla Repubblica Sociale Italiana, rimanendo fedele alla monarchia.
Fu lui a notificare il 13 ottobre 1943, tramite il suo ministro-consigliere Pierluigi La Terza, all'ambasciatore tedesco a Madrid la dichiarazione di guerra dell'Italia alla Germania da parte del governo Badoglio.
Ebbe tre figli con la moglie Camilla: Virginia (Tokyo, 23 luglio 1920-Roma, gennaio 2018), Fulcieri (1922-?) e Rinieri (27 febbraio 1925- dicembre 2011).
Massone, fu membro della loggia di Caltagirone Avvenire Calatino, nella quale fu promosso maestro il 29 ottobre 1912.